# Kyselina glutarová
Kyselina glutarová je jedna z mnoha karboxylových kyselin, v jejichž rámci se řadí mezi dikarboxylové kyseliny. Její vzorec je HOOC(CH2)3COOH. Její systematický název zní kyselina pentandiová. Ačkoliv jsou podobné „lineární“ dikarboxylové kyseliny, jako jsou například kyselina adipová a jantarová, poměrně obtížně rozpustné ve vodě (koncentrace nasycených roztoků je jen několik procent), kyselina glutarová je velmi dobře rozpustná (koncentrace nasyceného roztoku přes 50 % při pokojové teplotě).

## Příprava
Kyselina glutarová se připravuje reakcí butyrolaktonu s kyanidem draselným.
Také se může připravit reakcí dibrompropanu s kyanidem sodným nebo draselným za vzniku dinitrilu, následovanou hydrolýzou.

## Biochemie
Kyselina glutarová se v živých organismech přirozeně vytváří během metabolismu některých aminokyselin, včetně lysinu a tryptofanu. Defekty v této metabolické cestě mohou vést k poruše nazývané glutarová acidurie (GA). Typ I (GA I) patří mezi organické acidurie a je způsoben neschopností organismu zpracovávat aminokyseliny lysin a tryptofan kvůli deficitu glutaryl-CoA dehydrogenázy. Dochází pak k hromadění toxických vedlejších produktů, které mohou způsobit těžkou encefalopatii (globální dysfunkce mozku).

## Použití
1,5-pentandiol, běžný plastifikátor a prekurzor polyesterů, se vyrábí hydrogenací kyseliny glutarové a jejich derivátů.
Tato kyselina byla také používána na výrobu polymerů, například polyesterových polyolů.

## Bezpečnost
Kyselina glutarová může způsobit podráždění sliznic, kůže a očí.  Akutní nebezpečí nastává při vdechnutí nebo absorpci kůží. 